# Плавучий транспортер

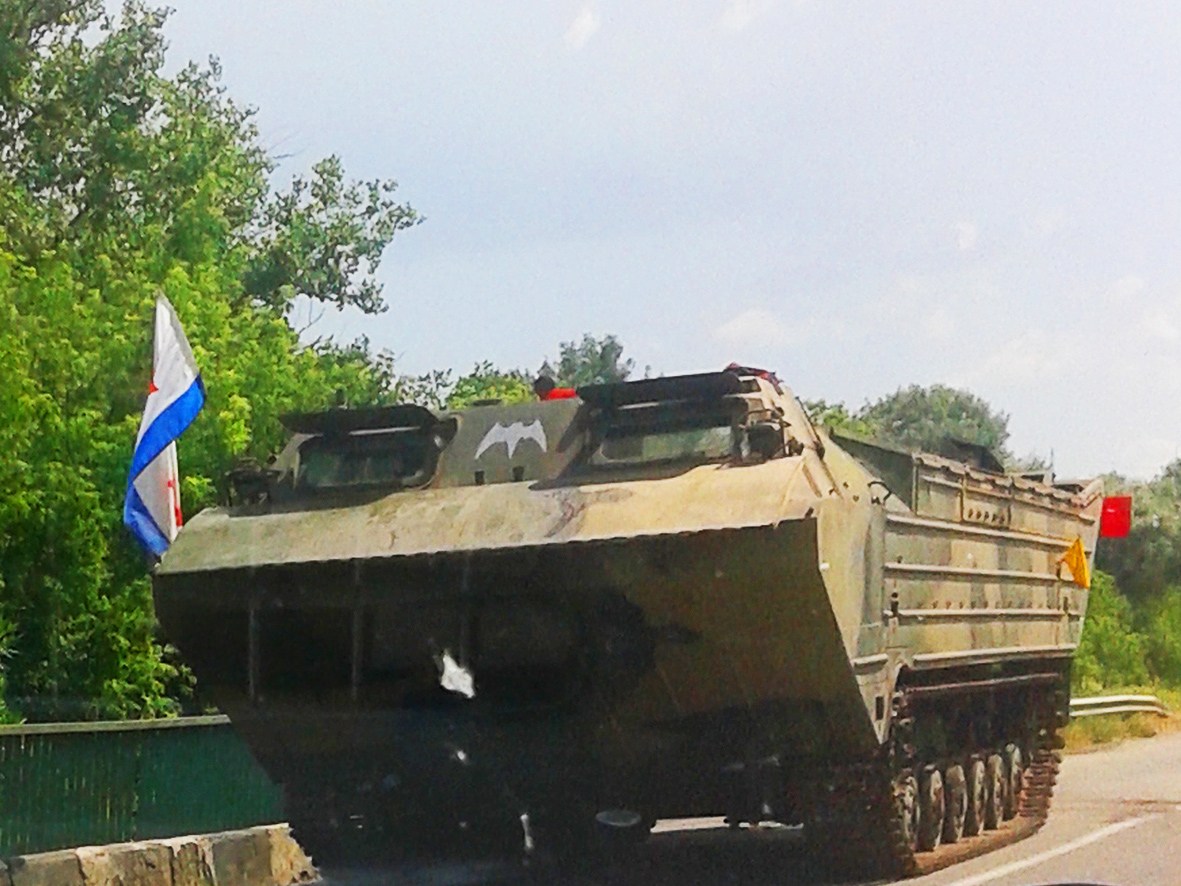
Плавучий транспортер ПТС-2 сепаратистів т. зв. «9-ї роти» на мосту через Сіверський Донець біля міста Щастя, захоплений бійцями батальйону «Айдар» під час війни на сході України 2014 року.

Плавучий транспортер — клас неброньованих всюдиходів, зазвичай гусеничних, призначений для перевозки вантажів і який має здатність долати водні перешкоди вплав. Плавучі транспортери використовуються як у військових, так і в цивільних цілях.